# La Misión (Salta)
La Misión es una pequeña localidad argentina del departamento Orán, ubicada al noreste de la provincia de Salta.
Es habitada por una comunidad de etnias originarias.

## Población
Contaba con 620 habitantes (Indec, 2001), en el censo anterior de 1991 fue considerada como población rural dispersa.

## Sismicidad
La sismicidad del área de Salta es frecuente y de intensidad baja, y un silencio sísmico de terremotos medios a graves cada 40 años